# Калининградская митрополия
Калининградская митрополия — митрополия Русской православной церкви, образованная в границах Калининградской области. Объединяет Калининградскую и Черняховскую епархии. Создана решением Священного Синода Русской православной церкви 21 октября 2016 года.
С 24 августа 2023 года, в соответствии с решением Священного синода РПЦ, глава Калининградской митрополии — патриарх Московский и всея Руси, в пределах митрополии носящий также титул митрополита Калининградского. Тем же решением синода было учреждено Патриаршее наместничество, Патриаршим наместником назначен митрополит Балтийский и Светлогорский, епархиальный архиерей Калининградской епархии.

## Состав митрополии
Калининградская митрополия включает в себя 2 епархии:

### Калининградская епархия
Правящий архиерей — митрополит Серафим (Мелконян), патриарший наместник митрополии (с 21 октября 2016 года)

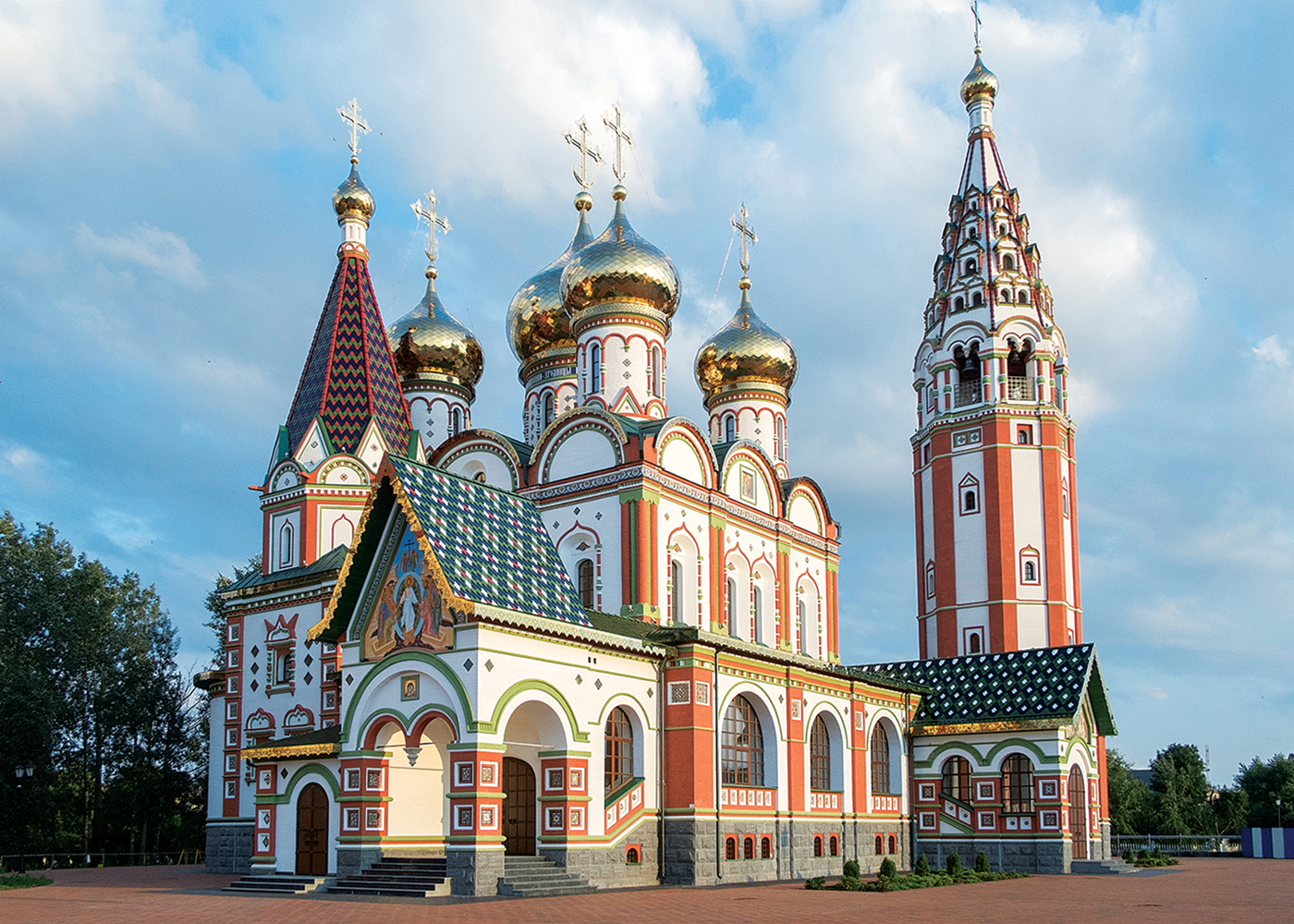
Храм Всех Святых в городе Гусеве Черняховской епархии

### Черняховская епархия
Правящий архиерей — епископ Николай (Дегтярёв) (с 27 ноября 2016 года)